# Thomas Gouge
Thomas Gouge (19 de setembro de 1605, Londres – 29 de outubro de 1681, Londres) foi um ministro presbiteriano inglês, teólogo e contemporâneo de Samuel Pepys, que fora vinculado ao movimento puritano.
Gouge era filho do Rev. William Gouge, ele também ministro presbiteriano e reitor da igreja de Santa Ana em Blackfriars. Thomas Gouge fora educado em Eton e no King's College, na Universidade de Cambridge, tendo se tornado membro em 1628.   Foi ministro da paróquia do Santo Sepulcro desde 1638, cargo que ocupou até o Ato de Uniformidade de 1662. Gouge recusou-se a usar a versão de 1662 do Livro de Oração Comum, cujo episódio é relatado no diário de Samuel Pepys.
Thomas Gouge, ainda em vida, tornara-se famoso por sua filantropia e caridade, principalmente após o Grande Incêndio de Londres. Ele proporcionara trabalho aos pobres na fiação de linho e cânhamo. 
Gouge viajara extensivamente pelo País de Gales, onde viera a realizar obras de caridade e distribuição de literatura religiosa. Sua obra mais lembrada de Gouge é Riquezas Aumentadas por Doações aos Pobres.
Morreu em 29 de outubro de 1681. O sermão fúnebre de Gouge foi pregado por John Tillotson.